# 中甸丝瓣芹
中甸丝瓣芹（学名：Acronema handelii）是伞形科丝瓣芹属的植物。分布于中国大陆的云南等地，生长于海拔3,600米至4,000米的地区，多生长在山坡林下阴湿处，目前尚未由人工引种栽培。